# Piz Popena
A Piz Popena az észak-olaszországi Dolomitokban található markáns sziklatorony. A Cristallo-hegység harmadik legmagasabb csúcsa, tengerszint feletti magassága 3152 méter. Elsőként a brit Edward R. Whitwell és a svájci Christian Lauener (Lauenerés) mászta meg, Santo Siorpaes hegyi vezető kíséretében, 1870. június 16-án. Fekvése és formája miatt sokáig a Cristallo-hegycsoport legmagasabb csúcsának tartották.

## Földrajzi fekvése

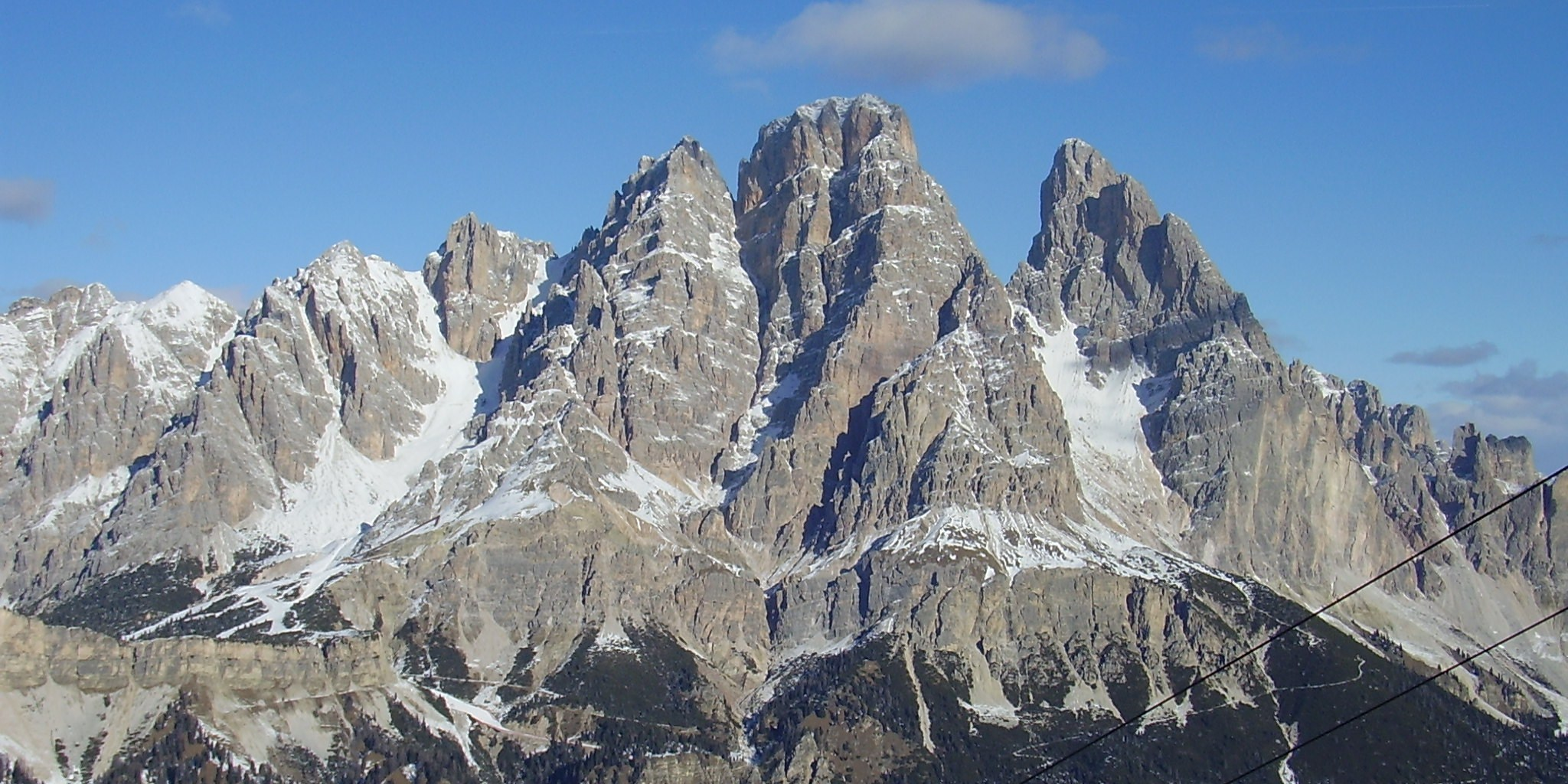
A Cristallo-hegység dél felől (Cortinából nézve). Csúcsok balról jobbra: Cristallino d’Ampezzo, Cima di Mezzo, a főcsúcs Monte Cristallo és a Piz Popena. Magasságok 3008 / 3154 / 3221 / 3152 m.

A Piz Popena a Cristallo-hegység délkeleti részén álló, magányos sziklapiramis. Anyaga fődolomit. A csoport főcsúcsától, a Monte Cristallótól a kb. 350 m mélyre bevágó Cristallo-csorba (Forcella del Cristallo) választja el, a csorba magassága 2808 m. A Cristallo-csorba déli irányban a Cerigeres-árok (Grava de Cerigeres) nevű törmelékvölgybe fut ki. A hegycsúcstól északra terül el a Circo del Cristallo nevű völgykatlan, az egykori Cristallo-gleccser (Ghiacciaio del Cristallo) és a kisebb Popena-gleccser (Ghiacciaio de Popena) szinte teljesen leolvadt maradványaival.
Északkeleti irányban a Piz Popena hegycsúcs egy hosszú gerincben folytatódik, ennek legmagasabb csúcsa a Punta Michele (2898 m), délkeleten az utolsó csúcsa a 2775 m magas Cristallino di Misurina. A gerinccel párhuzamosan fut a Felső-Popena-völgy (Val Popena alta), ebben a Popena-patak (Rio Popena) folyik, melynek vize a Höhlenstein-völgyben fekvő a Dürren-tóba (Dürrensee) folyik. A Felső-Popena-völgynek a Misurina-tó felé néző, keleti oldalon egy alacsonyabb hegygerinc húzódik, ennek fontosabb csúcsai a Pale di Misurina (2300 m) és a Monte Popena, mindkettő a hegymászók kedvelt célpontja. Ezen a gerincen találhatók az 1915–18-as magashegyi háború során lerombolt Popena-menedékház romjai.

## Meghódítása

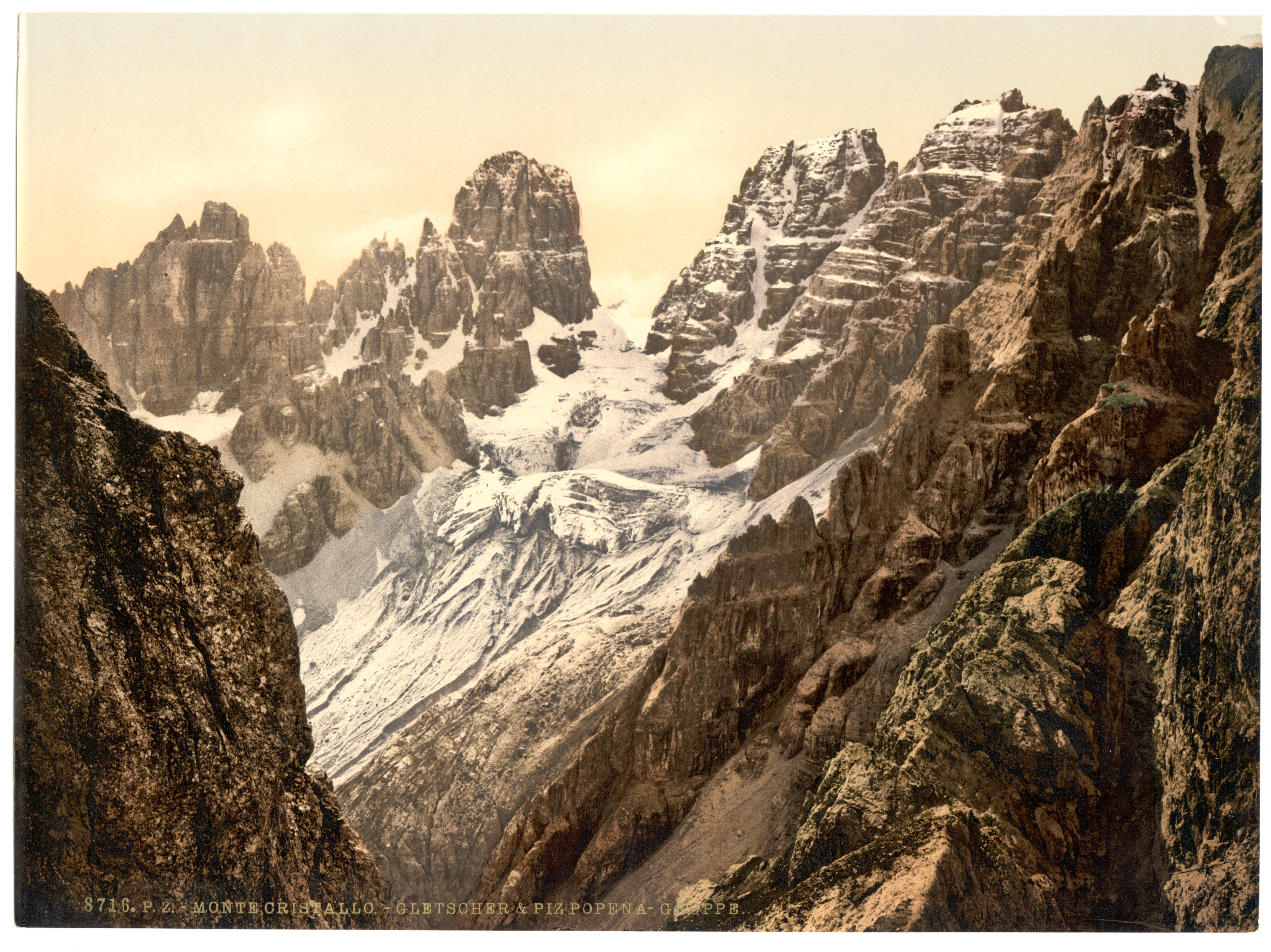
A Piz Popena (középen) és Monte Cristallo az 1890-es években, észak felől nézve, középen a Cristallo-gleccser

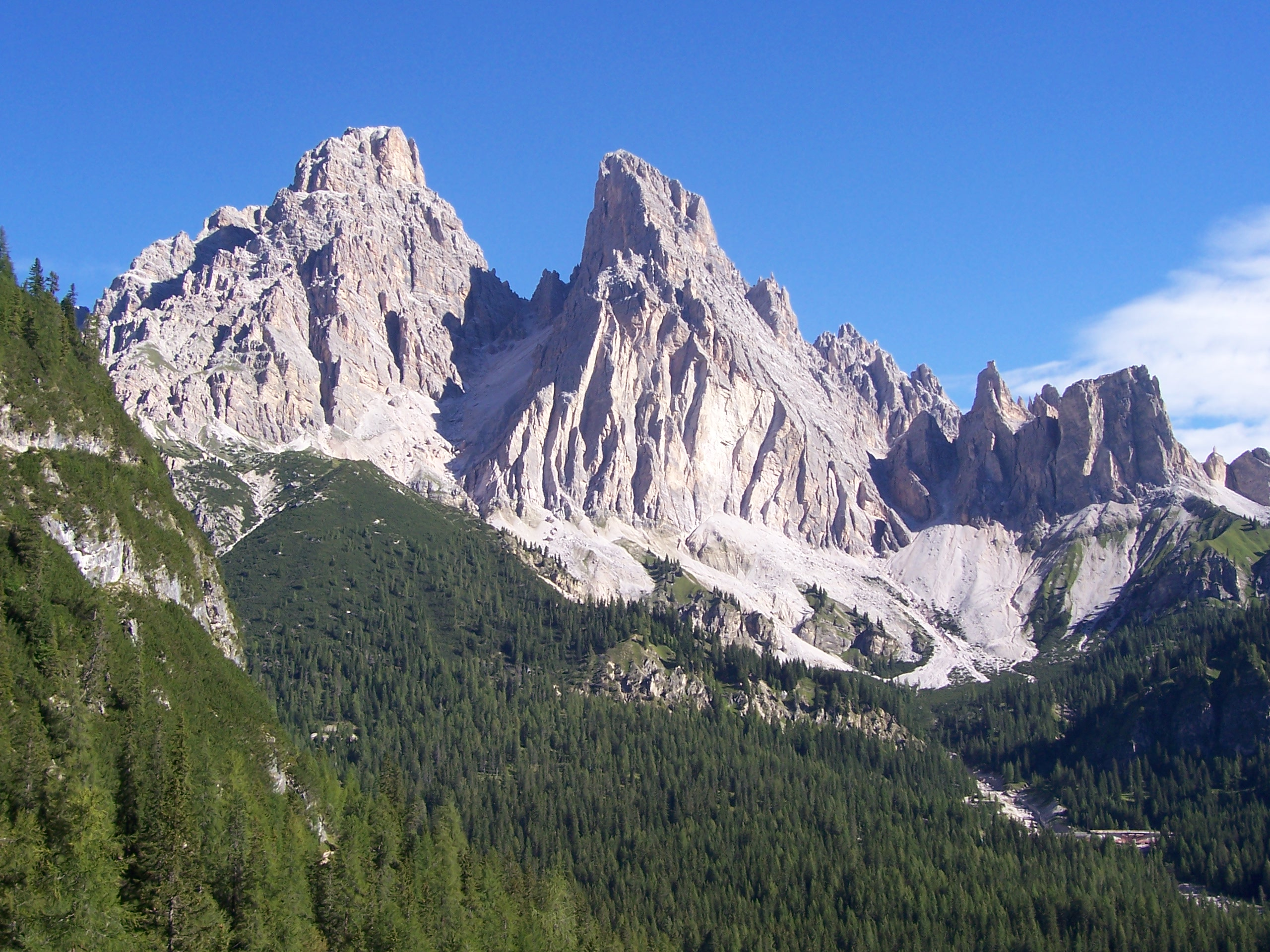
A Monte Cristallo és a Piz Popena dél felől nézve, kettő között a Cristallo-csorba és a Cerigeres-árok

A Piz Popena csúcsára elsőként egy angol hegymászó, Edward R. Whitwell jutott fel, 1870. június 16-án, svájci társával, Christian Lauenerrel a cortinai Santo Siorpaes hegyi vezető kalauzolásával. Később, az 1880-as években Gottfried Merzbacher német földrajztudós és hegymászó úgy jellemezte a Piz Popenát, mint „megközelíthetetlensége miatt rossz hírűvé vált” hegyet.
Az 1780-as években, az Osztrák Császárság első („jozefiánus”) katonai felmérése során a Piz Popena magasságát 3260 méternek találták, azaz mintegy 30 méterrel magasabbnak, mint a Cristallo-hegység főcsúcsát, a Monte Cristallót. Egy évszázadon át így hitték, míg Paul Grohmann, a hírneves osztrák alpinista és kutató 1877-ben írt „Vándorutak a Dolomitokban” (Wanderungen in den Dolomiten) c. könyvében kétségbe vonta a mért érték helyességét. Grohmann azt valószínűsítette, hogy a két hegycsúcs egymáshoz képesti magasságát elnézhették. Merzbacher egyetértett Grohmannnal, és a Piz Popena csúcsát „szemmérték” alapján a Monte Cristallónál 25…30 méterrel kevesebbnek becsülte. (A Monte Cristallo valójában 65  méterrel magasabb). A viták eredményeképpen a térképeken a két csúcs magassági értékét megcserélték. 1886-ban Wenzel Eckerth térképész aneroid barométer segítségével „majdnem pontos” értéket, 3150 métert állapított meg.
1898. augusztus 4-én két brit hegymászó (J.S. Phillimore és A.G.S. Raynor), és helybéli hegyi vezetőik (Antonio Dimai, ifjabb Michael Innerkofler és Zaccaria Pompanin) a déli gerincen át jutottak fel a csúcsra. A feltárt útvonalat az UIAA-skála szerint IV. nehézségi fokozatba sorolták, ma Via Inglese néven ismert. A hegy első téli megmászása az olasz Emilio Comicinek sikerült, 1932-ben.
1981-ben az Olasz Alpesi Klub (CAI) tagjai találtak egy régi, sérült csúcskönyvet 1910-ből, neves hegymászók (Angelo Dibona, Emilio Comici, Ettore Castiglioni és mások) aláírásaival. A dokumentumot a CAI cortinai szekciójának levéltára őrzi.

## A csúcsra vezető út

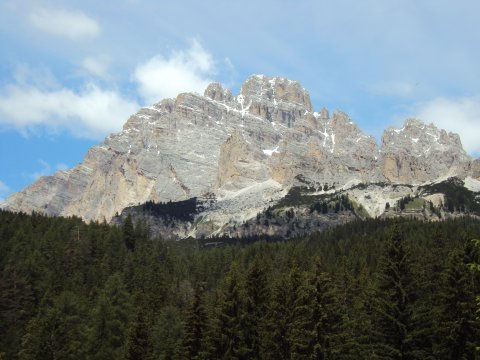
A Piz Popena és előhegyei keletről, Misurina felől

A Piz Popena megmászása csak jó erőállapotú és gyakorlott hegymászóknak ajánlott. Az útvonal egyfelől technikailag nehéz (az UIAA-skála szerint III vagy ennél erősebb, másfelől fizikai állóképességet követel. A mászáshoz a legkedvezőbb kiinduló pontokat a Tre Croci-hágó vagy a Misurina völgye kínálja. Bármelyik pontról indulunk, legalább 1300 méternyi magasságkülönbséget kell legyőzni. A mászás időigénye legalább 10 óra. Firnmezőkre (az előző évekből megmaradt, összetömörödött hómezőkre) és meredek, jeges vályúkra is számítani kell, e szakaszokon hágóvas és jégcsákány nélkül nem lehet átkelni. Az útvonal a Svájci Alpesi Klub (SAC) skáláján Z.S. besorolást kapott (németül: ziemlich schwierig, azaz „meglehetősen nehéz”). A menetet tovább nehezíti, hogy az útvonalon nincsenek támaszpontok, pihenőhelyek.

## Menedékházak
A Popena-csúcs körül több, egész évben nyitva álló menedékház (rifugio) és vendéglő (ristorante) működik:
- Guido Lorenzi-menedékház, 2932 méteren;
- Son Forca-menedékház, 2235 méteren;
- Rio Gere vendéglő, 1680 méteren;
- Lago Scin-vendéglő, 1336 méteren;
- Staulin-vendéglő; 1.370 méteren;
- Son Zuogo-vendéglő; 1800 méteren.

A Son Forca és a Lorenzi-menedékházakhoz ülőszékes felvonókkal is fel lehet jutni, a völgyállomás a Rio Gere-vendéglőnél van, a Tre Croci-hágó közelében. Az alsó és a felső felvonó között a Son Forca-menedékháznál kell átszállni.